# Когтистая белозубка Пирсона
Когтистая белозубка Пирсона (Solisorex pearsoni) — вид млекопитающих семейства Soricidae. Это единственный вид в  роде Solisorex, эндемик Шри-Ланки.

## Описание
Характерной чертой этих землероек, давшей им название, являются поразительно длинные когти на передних лапах (средний коготь около 5 мм в длину). Мягкий, густой мех темный серо-коричневого цвета, передние лапы коричневые. Хвост сверху темно-коричневый, снизу светлее. Он равномерно опушен. Уши маленькие, а зубы относительно крупные по сравнению с другими видами землероек. Длина головы и тела этих животных составляет от 125 до 150 миллиметров, а длина хвоста — от 60 до 70 миллиметров, что делает их относительно крупными представителями своего семейства.

## Образ жизни
Когтистые белозубки Пирсона обитают исключительно в центральных высокогорьях Шри-Ланки, где они встречаются на высоте от 1100 до 1850 метров над уровнем моря. В остальном об их образе жизни мало что известно. Большие когти могут указывать, что они  ведут, по крайней мере,  частично подземный образ жизни.

## Открытие
1 января 1924 года этот вид был обнаружен в ботаническом саду Хакгала близ города Нувара-Элия Джозефом Пирсоном, директором Музея в Коломбо в 1910-1933 годах. Похожий вид, когтистая белозубка Келаарта, был обнаружен в том же регионе несколькими десятилетиями ранее.
Олдфилд Томас назвал этот вид в честь его  коллектора, британского морского зоолога Джозефа Пирсона.
Из-за разрушения среды обитания МСОП относит этот вид к категории находящихся под угрозой исчезновения.